# Anton Zwerina
Anton Zwerina, avstrijski dvigalec uteži, *7. junij 1900, †19. maj 1973. 
Zwerina je za Avstrijo osvojil srebrno medaljo v lahki kategoriji na Poletnih olimpijskih igrah 1924 v Parizu.